# Niederseelbach

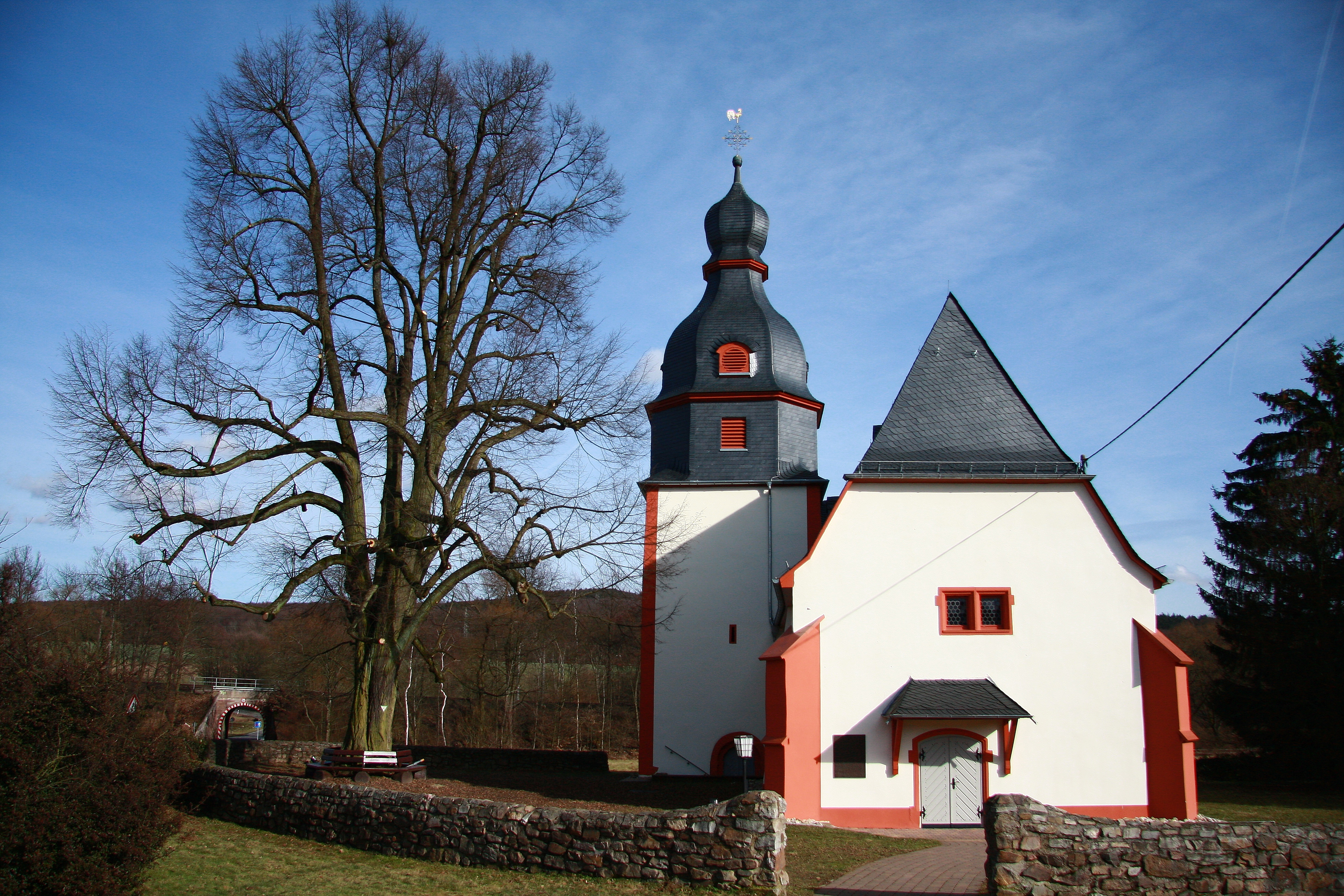
Evangelische Johanneskirche am Ortsrand mit 200-jähriger Linde

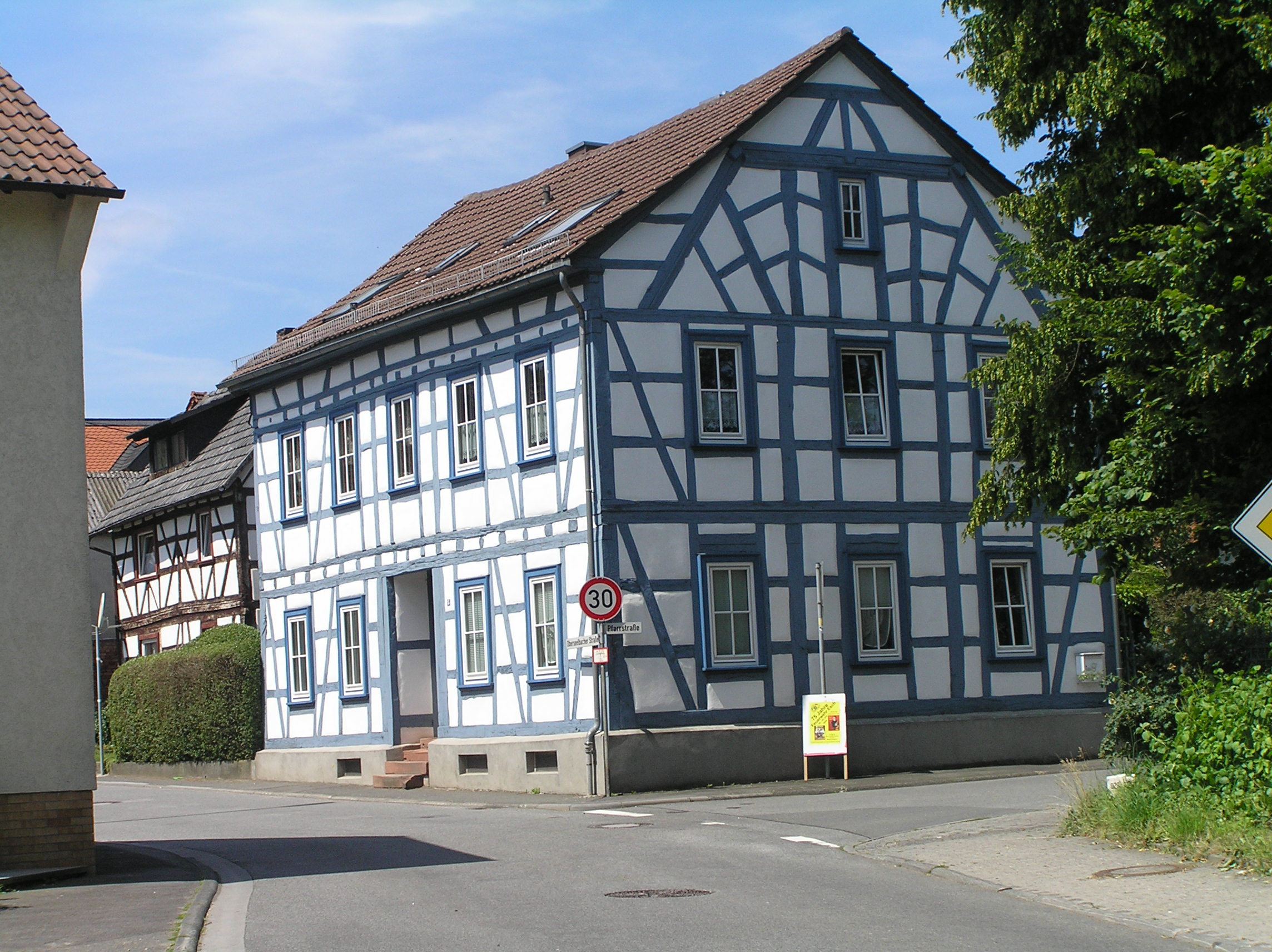
Fachwerkhäuser in der Ortseinfahrt gegenüber der Kirche

Niederseelbach ist seit 1977 ein Ortsteil der Gemeinde Niedernhausen im südhessischen Rheingau-Taunus-Kreis und liegt im Naturpark Rhein-Taunus.

## Geografische Lage
Niederseelbach liegt knapp nördlich des waldreichen Hohen Taunus am Daisbach, der die Ortslage von Westen aus Richtung Engenhahn kommend, im Norden und Osten umfließt. Der mit 351 Meter niedrigste Übergang über den Taunushauptkamm und damit die Wasserscheide zwischen Main und Lahn, liegt ein Kilometer nordwestlich der Ortslage. Deshalb bündeln sich auf dem Gebiet von Niederseelbach die wichtigsten Nord-Süd-Verbindungen, die den Taunus durchqueren. die Main-Lahn-Bahn, die Bundesautobahn 3 und die Schnellfahrstrecke Köln–Rhein/Main.
Die Gemarkung reicht im Norden bis zu einem Kilometer über die Wasserscheide hinaus. Der südlichste Punkt ist zugleich der höchste Punkt der Gemarkung. Er liegt auf dem Zieglerkopf, dem Ostausläufer der Hohen Kanzel, in 515 Meter Höhe.

## Geschichte
Die älteste erhalten gebliebene urkundliche Erwähnung als Selebach datiert aus dem Jahr 1156. Von Anfang des 13. Jahrhunderts stammt die Bezeichnung inferior Selebach. Das Dorf soll bis zum Dreißigjährigen Krieg nördlich der heutigen Ortslage gelegen haben, in der Flur Altdorfwiesen bzw. Im hinteren Altdorf. Nach dem Krieg sollen 39 Überlebende gezählt worden sein. Diese übersiedelten an die heutige Oberseelbacher Straße und die Oberstraße.
Um 1220 wird in Niederseelbach durch die Grafen von Nassau eine Pfarrei für den Seelbacher Grund errichtet; Mutterkirche war Schloßborn. Zum Kirchspiel gehörten unter anderem Engenhahn, Königshofen, Niedernhausen, Oberseelbach, Lenzhahn, Dasbach und der Hof Gassenbach. Die Kirche wurde als Johanneskirche errichtet und steht mit dem ummauerten Kirchhof in Einzellage östlich des Ortes in den Wiesen an der Straße über den Daisbach. Wann das Gebäude erbaut wurde, ist unbekannt, jedoch muss es bei Gründung der Pfarrei einen Vorgängerbau gegeben haben, deren Reste im heutigen Kirchturm noch vorhanden sind. Die Einzellage abseits des Dorfkerns könnte auf eine Entstehung als Feldkirche hindeuten, wie sie zur Zeit der Karolinger um 800 üblich war.
Zur Zeit des Herzogtums Nassau gehörte Niederseelbach zum Amt Idstein. Nach der Annexion durch Preußen 1866 nach dem verlorenen Preußisch-Österreichischen Krieg wurde es 1867 dem Untertaunuskreis im Regierungsbezirk Wiesbaden zugeordnet.

### Gebietsreform
Im Rahmen der Gebietsreform in Hessen wurden am 1. Januar 1977 die bisher selbständigen Gemeinden Niedernhausen, Engenhahn, Niederseelbach, Oberseelbach und Oberjosbach durch Landesgesetz zur neuen Großgemeinde Niedernhausen zusammengeschlossen. Gleichzeitig wurde die Gemeinde Teil des mit selbem Datum neu gegründeten Rheingau-Taunus-Kreises mit der Kreisstadt Bad Schwalbach. Zuvor gehörte Niedernhausen zum Main-Taunus-Kreis. Für Niederseelbach wurde, wie für die anderen Ortsteile, ein Ortsbezirk mit Ortsbeirat und Ortsvorsteher gebildet. Sitz der Gemeindeverwaltung blieb Niedernhausen.

### Bevölkerung
Einwohnerentwicklung
- 1566: 23 Haushaltungen[1]
- 1648: 2 Haushaltungen[1][7]

| Niederseelbach: Einwohnerzahlen von 1821 bis 2017 | Niederseelbach: Einwohnerzahlen von 1821 bis 2017 | Niederseelbach: Einwohnerzahlen von 1821 bis 2017 | Niederseelbach: Einwohnerzahlen von 1821 bis 2017 | Niederseelbach: Einwohnerzahlen von 1821 bis 2017 |
| --- | ------------------------------------------------- | ------------------------------------------------- | ------------------------------------------------- | ------------------------------------------------- |
| Jahr |                                                   |                                                   |                                                   | Einwohner                                         |
| 1821 | 1821                                              |                                                   | 226                                               | 226                                               |
| 1834 | 1834                                              |                                                   | 261                                               | 261                                               |
| 1840 | 1840                                              |                                                   | 280                                               | 280                                               |
| 1846 | 1846                                              |                                                   | 288                                               | 288                                               |
| 1852 | 1852                                              |                                                   | 316                                               | 316                                               |
| 1858 | 1858                                              |                                                   | 331                                               | 331                                               |
| 1864 | 1864                                              |                                                   | 349                                               | 349                                               |
| 1871 | 1871                                              |                                                   | 360                                               | 360                                               |
| 1875 | 1875                                              |                                                   | 510                                               | 510                                               |
| 1885 | 1885                                              |                                                   | 365                                               | 365                                               |
| 1895 | 1895                                              |                                                   | 359                                               | 359                                               |
| 1905 | 1905                                              |                                                   | 357                                               | 357                                               |
| 1910 | 1910                                              |                                                   | 355                                               | 355                                               |
| 1925 | 1925                                              |                                                   | 419                                               | 419                                               |
| 1939 | 1939                                              |                                                   | 497                                               | 497                                               |
| 1946 | 1946                                              |                                                   | 760                                               | 760                                               |
| 1950 | 1950                                              |                                                   | 751                                               | 751                                               |
| 1956 | 1956                                              |                                                   | 742                                               | 742                                               |
| 1961 | 1961                                              |                                                   | 720                                               | 720                                               |
| 1967 | 1967                                              |                                                   | 812                                               | 812                                               |
| 1970 | 1970                                              |                                                   | 818                                               | 818                                               |
| 1980 | 1980                                              |                                                   | ?                                                 | ?                                                 |
| 1990 | 1990                                              |                                                   | ?                                                 | ?                                                 |
| 2000 | 2000                                              |                                                   | ?                                                 | ?                                                 |
| 2011 | 2011                                              |                                                   | 1.533                                             | 1.533                                             |
| 2017 | 2017                                              |                                                   | 1.471                                             | 1.471                                             |
| Datenquelle: Historisches Gemeindeverzeichnis für Hessen: Die Bevölkerung der Gemeinden 1834 bis 1967. Wiesbaden: Hessisches Statistisches Landesamt, 1968. Weitere Quellen: ; Zensus 2011 |                                                   |                                                   |                                                   |                                                   |

Religionszugehörigkeit
| • 1885: | 360 evangelische (= 98,63 %), fünf katholische (= 1,37 %) Einwohner |
| • 1961: | 531 evangelische (= 73,75 %), 182 katholische (= 25,28 %) Einwohner |

## Wappen
| Wappen von Niederseelbach | Blasonierung: „In blauem, mit goldenen Schindeln bestreutem Schild ein rotbewehrter goldener Löwe, in dessen Pranken eine rote Scheibe, darin das silberne Gotteslamm mit Kreuzfahne.“ |
| Wappen von Niederseelbach | Wappenbegründung: Der goldene Löwe auf blauem Feld verweist auf die Zugehörigkeit zum Herzogtum Nassau und das Gotteslamm mit Kreuzfahne ist ein Attribut des Pfarrheiligen Johannes der Täufer. Das Wappen wurde von dem Bad Nauheimer Heraldiker Heinz Ritt gestaltet und am 8. März 1974 durch das Hessische Ministerium des Innern genehmigt. |

## Kulturdenkmäler
Sowohl das Pfarrhaus in der Engenhahner Straße als auch das ehemalige Pfarrhaus in der Pfarrstraße stehen unter Denkmalschutz.

## Verkehr
Niederseelbach liegt an der Landesstraße L 3273, die parallel zum Taunuskamm von Heftrich im Nordosten nach Neuhof im Südwesten führt. In der Ortsmitte zweigt von dieser Landesstraße die Kreisstraße K 705 nach Königshofen und dem Kernort Niedernhausen ab. Von 1903 bis 1971 gab es auf dem Scheitelpunkt der Main-Lahn-Bahn oberhalb des Ortes den Haltepunkt Niederseelbach.

## Persönlichkeiten
Johann Konrad Reifert (1781–1856), Wagnermeister aus Niederseelbach, gründete um 1800 in Frankfurt am Main eine „Chaisenfabrik“. 1820 – nach dem Ende der napoleonischen Epoche – wurde der Betrieb in die junge Stadt Bockenheim vor den Toren der Freien Stadt Frankfurt am Main verlegt. Zusammen mit seinem  Geschäftspartner Johann Ernst Wagner aus Suhl/Thüringen war es deren Ziel, dort „eine Fabrik für elegante Chaisen und Postkutschen“ zu betreiben. Deren Gründung stellte einen wesentlichen Schritt beim Ausbau der Industrialisierung von Bockenheim dar. Die Erhebung Bockenheims zur Stadt 1819 geschah in der bewussten Absicht Kurhessens, neben der damals noch industriefeindlich gesinnten Freien Stadt Frankfurt ein neues, der Industrie aufgeschlossenes Gemeinwesen zu schaffen, das aus der günstigen Nachbarschaft zu dem Mittelpunkt von Handel und Verkehr größten Nutzen ziehen könnte. Als nach zehn Jahren 1830 der Geschäftspartner Johann Ernst Wagner starb, trat mit Clemens Reifert (1807–1878) dessen Sohn in die Firma ein. Er hatte sich darauf unter anderem durch den Besuch ähnlicher Betriebe, auch in Paris und London, auf seine Arbeit vorbereitet. Clemens Reifert erweiterte die Fabrik und führte Dampfmaschinen ein. Die Firma baute bald auch Eisenbahnwagen und hatte bis ca. 1877 300 Mitarbeiter. Durch die Gründerkrise um 1873 musste die Firma schließen. Auf dem ehemaligen Firmengelände entstand später die Weltfirma Hartmann & Braun AG. Clemens Reifert ist Namenspatron der Clemensstraße im seit 1895 Frankfurter Stadtteil Bockenheim, dem ehemaligen Standort des Unternehmens. Im Museum Achse, Rad und Wagen in Wiehl gibt es eine Zeichnung von Clemens Reifert mit 4 Calechen (auch Kaleschen).